# Чёрная книга коммунизма
«Чёрная книга коммунизма: преступления, террор, репрессии» (фр. Le Livre Noir Du Communisme: Crimes, Terreur et Repression) — книга французского авторского коллектива: С. Куртуа, Н. Верт, Ж-Л. Панне, А. Пачковский, К. Бартошек, Ж.-Л. Марголин, представляющая авторский взгляд на коммунистические режимы XX века. Книга была издана в Париже в 1997 году, в 1999 году английский перевод издан издательством Гарвардского университета.

## Содержание
В книге, в частности, собраны свидетельские показания, фотодокументы, карты учреждений пенитенциарной системы стран коммунистических режимов (концлагерей), карты маршрутов депортаций народов на территории СССР.
Полное издание состоит из пяти частей:
1. «Государство против своего народа»
2. «Мировая революция, гражданская война и террор»
3. «Восточная Европа — жертва коммунизма»
4. «Коммунистические режимы Азии: от «перевоспитания» — к кровавой резне»
5. «Третий мир»

## Оценка общего числа жертв коммунистических режимов

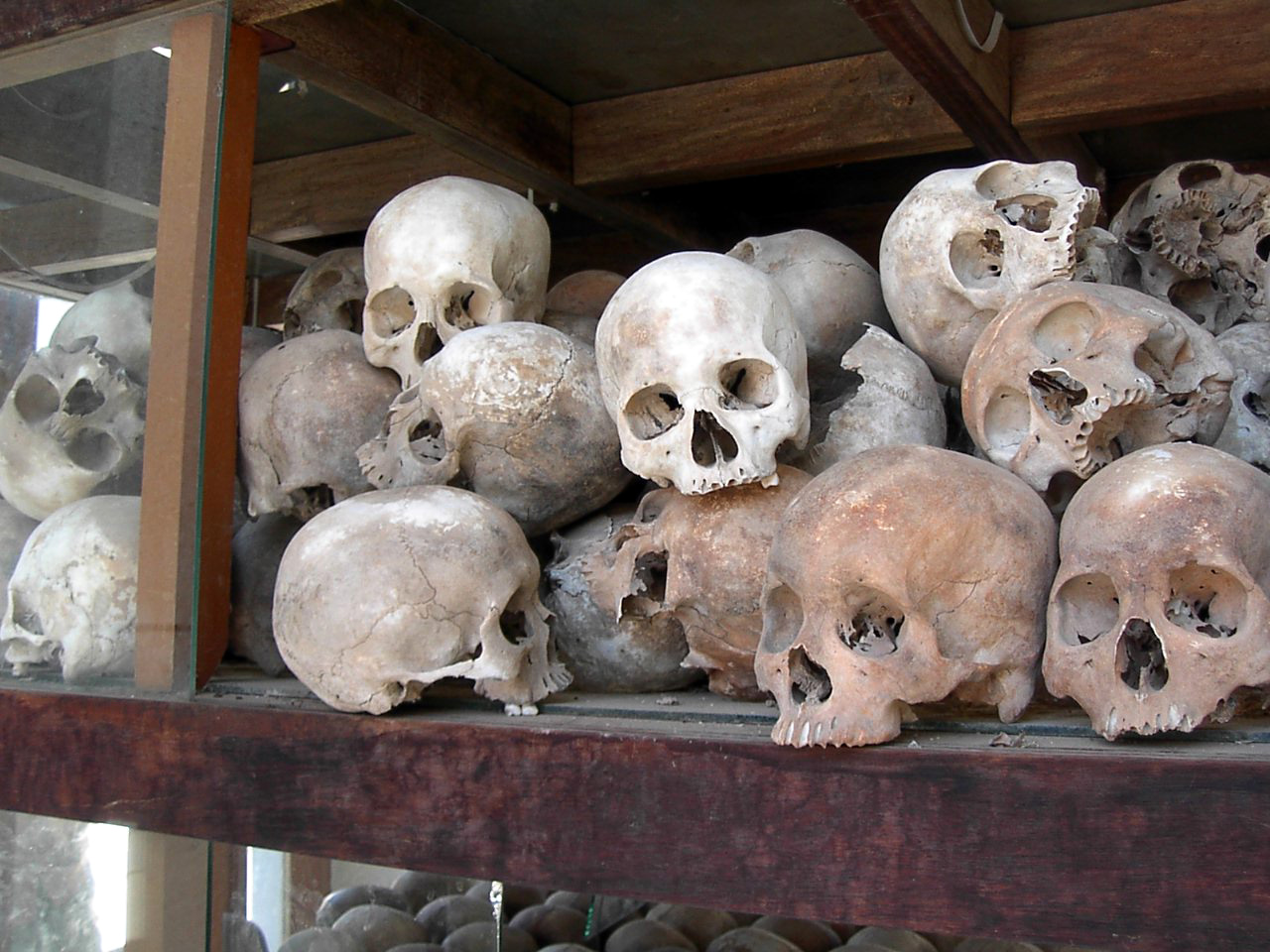
Точные данные погибших от рук красных кхмеров недоступны

В книге приведены следующие данные о количестве жертв коммунистических режимов в разных странах мира:
- Советский Союз — 20 миллионов жизней
- Китай — 65 миллионов
- Вьетнам — 1 миллион
- Корея — 2 миллиона
- Камбоджа — 2 миллиона
- Восточная Европа — 1 миллион
- Латинская Америка — 150 тысяч
- Африка — 1 миллион 700 тысяч
- Афганистан — 1 миллион 500 тысяч

Общее число убитых, согласно приведённым в книге данным, приближается к отметке в сто миллионов.
Цифры включают индивидуальные и массовые убийства, смерть в концентрационных лагерях, смерть в результате массовых случаев голода (например, Голод 1933 года), смерть во время депортаций народов (передвижение пешим порядком или в неприспособленных вагонах), смерть в местах высылки и принудительных работ (изнурительный труд, болезни, недоедание, холод).

## Русский перевод
На русский язык книга была переведена коллективом переводчиков под руководством Е. Л. Храмова, издана в 1999 году тиражом 5000 экземпляров, издание предварялось статьёй Александра Яковлева, бывшего члена Политбюро ЦК КПСС, «Большевизм — социальная болезнь XX века». Второе издание вышло при поддержке «Союза правых сил» тиражом 100 000 экземпляров и распространялось бесплатно.

## Фотографии из книги

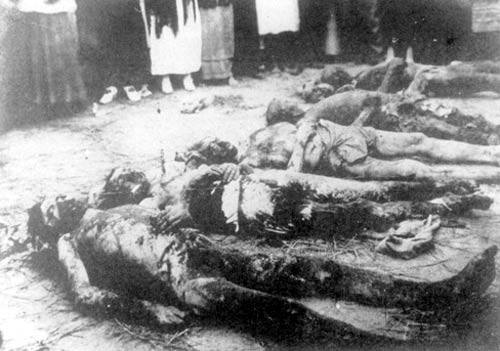
Трупы заложников в херсонской ЧК в подвале дома Тюльпанова.
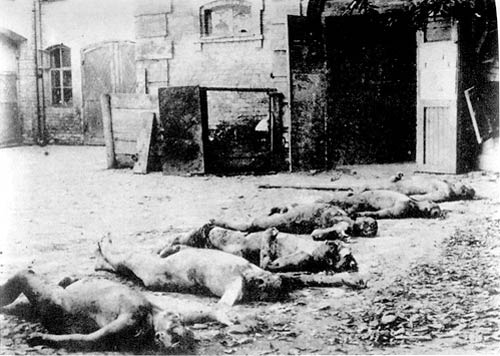
Двор харьковской губчека (Садовая улица, 5) с трупами казнённых

## Аналогичные книги
В 2009 году в Швеции вышла книга «Преступления против человечности при коммунистических режимах». В издании описываются Красный террор, раскулачивание, массовый голод, ГУЛАГ, Большой террор, борьба с космополитизмом, а также китайский и камбоджийский опыт.